# Peoria (Arizona)
 For alternative betydninger, se Peoria. (Se også artikler, som begynder med Peoria)
Peoria er en by i den centrale del af delstaten Arizona i USA. Den ligger i Maricopa County og er en forstad til Arizonas største by Phoenix. Byen har 190.985(2020) indbyggere.